# 東脊振村
東脊振村（ひがしせふりそん）は、佐賀県北東部にあった村。2006年3月1日、隣接する三田川町と合併し吉野ヶ里町となった。
12世紀に栄西が中国から持ち帰った茶の種を最初に蒔いた地とされ、日本における茶栽培の発祥の地といわれている。

## 地理
北部が脊振山地、背振山の東にある。背振山の山頂は、西隣の脊振村にある。南部は筑紫平野の一部である。
- 山岳: 蛤岳 (863 m)、千石山 (527 m)
- 河川: 田手川

### 隣接していた市町村・行政区
- 佐賀県
  - 神埼市
  - 三田川町
  - 上峰町・みやき町
- 福岡県
  - 福岡市（早良区）
  - 筑紫郡那珂川町

## 歴史
- 1889年（明治22年）4月1日 - 町村制施行に伴い、神埼郡石動村、大曲村、松隈村、三津村の区域をもって東脊振村が成立。
- 2006年（平成18年）3月1日 - 三田川町と新設合併し、吉野ヶ里町が発足。同日東脊振村廃止。

## 行政
- 村長：多良正裕（最終代）

## 産業

### 農業
主な農産品は米・麦・いちご・茶など。

### 工業
九州自動車道に近い地の利を活かし、製造業の誘致が図られている。

#### 東脊振村に工場を置く主要企業
- カナフレックスインダストリー九州工場
- トヨタ工機九州工場
- リンガーハット佐賀工場
- 九州ロックペイント
- 大塚製薬佐賀工場
- ブリヂストン佐賀工場

### 特産品
栄西茶・神埼そうめんなど。

## 地域

### 教育

#### 小・中学校
- 東脊振村立東脊振中学校
- 東脊振村立東脊振小学校

## 交通
最寄り空港は佐賀空港または福岡空港。

### バス路線

#### 一般路線バス
- コミュニティバス「さざんか号」
  - 三田川町（吉野ヶ里公園駅）〜東脊振村

#### 高速バス
- わかくす号
  - 福岡空港〜東脊振村〜三田川町〜神埼町〜佐賀市

### 道路

#### 高速道路
- 長崎自動車道
  - 東脊振インターチェンジ

#### 一般国道
- 国道385号

#### 県道（主要地方道）
- 佐賀県道46号中原三瀬線

## 名所・旧跡・観光スポット・祭事・催事
- 千石山サザンカ自生北限地帯（国の天然記念物）
- 九州自然歩道
- 霊仙寺跡